# برن أباد (باتشة لك الشرقي)
برن أباد (بالإنجليزية: Bornabad, Lorestan)‏ هي منطقة سكنية تقع في إيران في قسم باتشة لك الشرقي الریفي. يقدر عدد سكانها بـ 294 نسمة .